# Marianne Krüger-Potratz
Marianne Krüger-Potratz (* 12. März 1943 in Berlin) ist eine deutsche Hochschullehrerin i. R. für Erziehungswissenschaft.

## Leben
Nach dem Abitur am Französischen Gymnasium studierte sie der Romanistik, Slawistik, Pädagogik und Philosophie, legte das erste und zweite Staatsexamen mit den Fächern Französisch und Russisch ab und war als Lehrerin tätig. Nach der Promotion an der PH Westfalen-Lippe 1975 und Habilitation 1984 in Münster in Vergleichende Erziehungswissenschaft mit dem Schwerpunkt Osteuropa lehrte sie ab 1988 bis 2010 als Professorin für international und interkulturell Vergleichende Erziehungswissenschaft und historische Minderheitenbildungsforschung an der Universität Münster.
Ihre Forschungsschwerpunkte sind interkulturelle Pädagogik, Historische Minderheiten-Bildungs-Forschung und Europäische Bildung.

## Schriften (Auswahl)
- Anfänge einer Vergleichenden Pädagogik in der Sowjetunion. Ein disziplingeschichtlicher Beitrag zur Herausbildung und Entwicklung von Elementen einer Vergleichenden Pädagogik in der Sowjetunion 1917-1931. 1975, OCLC 74322611.
- Absterben der Schule oder Verschulung der Gesellschaft? Die sowjetische Pädagogik in der zweiten Kulturrevolution 1928 - 1931. München 1987, ISBN 3-87904-133-4.
- Interkulturelle Bildung. Eine Einführung. Münster 2005, ISBN 3-8309-1484-9.
- Einführung in die interkulturelle Pädagogik. Opladen 2010, ISBN 978-3-86649-803-7.